# Drugi hram
Drugi hram bio je hram u Jeruzalemu koji je zamijenio Salomonov hram, uništen tijekom babilonske opsade Jeruzalema 587. godine pr. Kr. Izgradnja Drugog hrama započela je oko 516. godine pr. Kr., a kasnije ga je, oko 18. godine pr. Kr., znatno proširio Herod Veliki, zbog čega je često poznat i kao Herodov hram. Drugi hram obilježio je istoimeno razdoblje židovske povijesti te postao ključnim simbolom židovskog identiteta i vjerske prakse. Bio je središnje mjesto bogoslužja, ritualnih žrtava (korban) i okupljanja Židova, posebice tijekom triju hodočasničkih blagdana: Pashu, Šavuot i Sukot.
Godine 539. pr. Kr., Perzijanci su osvojili Babilon, čime se Ahemenidsko Carstvo proširilo na plodni polumjesec, uključujući i područje nekadašnjeg Kraljevstva Judeje, koje je Babilon pretvorio u provinciju Yehud tijekom vladavine kralja Nabukodonosora II. Tijekom njegove vladavine velik dio židovskog stanovništva bio je prognan u Babilon. Nakon perzijskog osvajanja, kralj Kir Veliki izdao je Kirov edikt (ponekad poistovjećen s Kirovim cilindrom), koji je, prema Staromu zavjetu, bio kraljevski proglas kojim se poticala i odobravala povratak prognanih naroda. Taj se događaj, poznat kao „povratak na Sion”, opisan je u biblijskim knjigama Ezre i Nehemije te označava obnovu židovskog života u tadašnjoj perzijskoj pokrajini Yehud. Za vladavine perzijskog kralja Darija Velikog dovršena je izgradnja Drugog hrama, što je označilo razdoblje obnove židovske nade i vjerskog preporoda. Prema biblijskim izvorima, Drugi hram bio je isprva skromna građevina podignuta pod vodstvom židovskog upravitelja Zorobabela, unuka predzadnjeg judejskog kralja Jekonije.
U 1. stoljeću pr. Kr., zahvaljujući Herodovim graditeljskim zahvatima, Drugi hram postaje velika građevina s prostranim dvorištima i zamjetnim pročeljima, kakvo se može vidjeti u današnjim maketama, primjerice u maketi Svete Zemlje u Muzeju Izraela u Jeruzalemu. Istodobno, Brdo hrama, na kojem su se nalazili Salomonov i Drugi hram, bilo je značajno prošireno, udvostručivši svoju površinu i postavši najveće vjersko svetište antičkog svijeta.
Godine 70. po. Kr., u vrhuncu Prvog židovsko-rimskog rata, Rimljani su nakon opsade Jeruzalema uništili Drugi hram. Taj događaj predstavljao je prekretnicu u židovskoj povijesti i potaknuo razvoj rabinskog judaizma, koji je do danas ostao prevladavajući oblik židovske vjerske prakse diljem svijeta.